# Aída Cartagena Portalatín
Aída Cartagena Portalatín (Moca, 18 de junio de 1913 - Santo Domingo, 3 de junio de 1994) fue una poeta, narradora y ensayista dominicana.

## Biografía
Cursó sus estudios elementales y secundarios en su pueblo natal, Moca. Luego se trasladó a la capital dominicana e ingresó a la Universidad de Santo Domingo donde se doctoró en Humanidades. Realizó estudios de postgrado en museografía y Teoría de las Artes Plásticas en la Universidad de París. 
Durante varios años fue profesora de Historia del Arte e Historia de la Civilización en la Universidad Autónoma de Santo Domingo y en la Escuela Nacional de Bellas Artes. Dirigió los cuadernos literarios Brigadas Dominicanas y la revista de la Facultad de Humanidades de la Universidad Autónoma de Santo Domingo. Trabajó como consejera de la Unesco en París (1965) y formó parte del jurado del Premio de Casa de las Américas, en La Habana (1977). Sus constantes viajes a Europa, América Latina y África enriquecieron considerablemente su obra literaria y sus investigaciones en el campo de la historia del arte. Militó en la agrupación La Poesía Sorprendida que reunía a los poetas más elitistas del país de los años 40 y 50. 
Fue una de las pocas escritoras dominicanas de la primera mitad del siglo XX que logró levantar e imponer enérgicamente su voz en un medio literario predominantemente masculino. Poemas suyos como "Estación en la tierra", "Una mujer está sola" y "La casa" confirman la soledad y la rebeldía que caracteriza la mayor parte de sus textos y fortalecen, al mismo tiempo, el sentido social de una producción literaria que en su conjunto aboga por situar a la mujer de su época en su justo espacio y dimensión. 
Su novela Escalera para Electra fue finalista del Premio Biblioteca Breve de la editorial Seix Barral en 1969. Es la escritora dominicana más antologada y estudiada del siglo XX. Murió en Santo Domingo el 3 de junio de 1994. La editora independiente dominicana Ediciones Cielonaranja ha comenzado la publicación de sus obras completas.

## Homenajes
En La Romana, en el sector denominado San Carlos, una calle lleva su nombre, promovida el concejal Wanchy Medina con la Ordenanza 23-2014.

## Obras

### Poesía
- Víspera del sueño. Santo Domingo: Ediciones de la Poesía Sorprendida, 1944.
- Del sueño al mundo. Santo Domingo: Ediciones de la Poesía Sorprendida, 1945.
- Mi mundo el mar. Santo Domingo: Editora Stella, 1953.
- Una mujer está sola. Santo Domingo: Editora Stella, 1955.
- La voz desatada. Santo Domingo: Editora La Nación, 1962.
- La tierra escrita. Santo Domingo: Editora Arte y Cine, 1967.
- Yania tierra. Santo Domingo: Colección Montesinos, 1981.
- En la casa del tiempo. Santo Domingo: Universidad Autónoma de Santo Domingo, 1984.1998
- Infancia en el recuerdo

### Relato breve
- Tablero. Santo Domingo: Editora Taller, 1978

### Novela
- Escalera para Electra. Santo Domingo: Universidad Autónoma de Santo Domingo, 1970.
- La tarde en que murió Estefanía. Santo Domingo: Editora Taller, 1983.
- Escalera para Electra. Edición crítica. Miguel D. Mena, editor, Santo Domingo: Ediciones Cielonaranja, 2003.

### Ensayo
- Danza, música e instrumentos de los indios de la Española. Santo Domingo: Universidad Autónoma de Santo Domingo, 1974.
- Culturas africanas: rebeldes sin causa. Santo Domingo: Editora Taller, 1986.
- Ensayos de Isla Abierta. Santo Domingo: Ediciones Cielonaranja, 2016.